# 黄変米
黄変米（おうへんまい）とは、米が黄色などに変質したもの。広義には高水分貯蔵が原因で発生するものなどを含むが、特にペニシリウム属 (Penicillium) のカビによる危害を受けた米。

## 概要
着生菌の違いによりトキシカリウム黄変米やイスランジア黄変米、シトリナム黄変米に分類される。
トキシカリウム黄変米
Penicillium citreo-virideを原因菌として生成されるマイコトキシンであるシトレオビリジン（Citreoviridin）によって生じる黄変米。Penicillium citreo-virideはペニシリウム・シトレオビライデあるいはシトレオビリデと表記される（当初はペニシリウム・トキシカリウムと名付けられていた）。シトレオビリジンは中枢神経系に対して強い作用があり、麻痺や呼吸困難を引き起こす。
イスランジア黄変米
Penicillium islandicumを原因菌として生成されるマイコトキシンであるルテオスカイリン（Luteoskyrin）によって生じる黄変米。Penicillium islandicumはペニシリウム・イスランディクムあるいはイスランジウム、イスランジクム、イスランジカムなどと表記される。ルテオスカイリンは急性の肝臓障害などを引き起こす。
なお、Penicillium islandicumを原因菌として生成するマイコトキシンとしては、1968年にシクロクロロチン（Cyclochlorotin）が発見され、シクロクロロチンも肝臓に対して障害を与えることがわかっている。
シトリナム黄変米
Penicillium citrinumを原因菌として生成されるマイコトキシンであるシトリニン（Citrinin）によって生じる黄変米。Penicillium citrinumはペニシリウム・シトリヌムあるいはペニシリウム・シトリヌムなどと表記される。シトリニンは腎障害性物質として知られる。
- シトレオビリジン
- ルテオスカイリン
- シクロクロロチン
- シトリニン

## 研究史
1937年（昭和12年）に台湾で発生した黄変米が、分析のため植物病理学の三宅市郎東京農業大学教授のもとに持ち込まれ分析された。薬理学の観点からは浦口健二、化学の観点からは平田義正（当時大学院生）が協力し、原因菌をペニシリウム・トキシカリウムと断定した。
日本では昔から食すると衝心性脚気に類似した症状を呈する「在来黄変米」の存在が知られていたが、第二次世界大戦後の食糧難時代である1954-1955年にかけて輸入米の一部から有害のペニシリウム菌が発見され話題となった。

## 黄変米事件

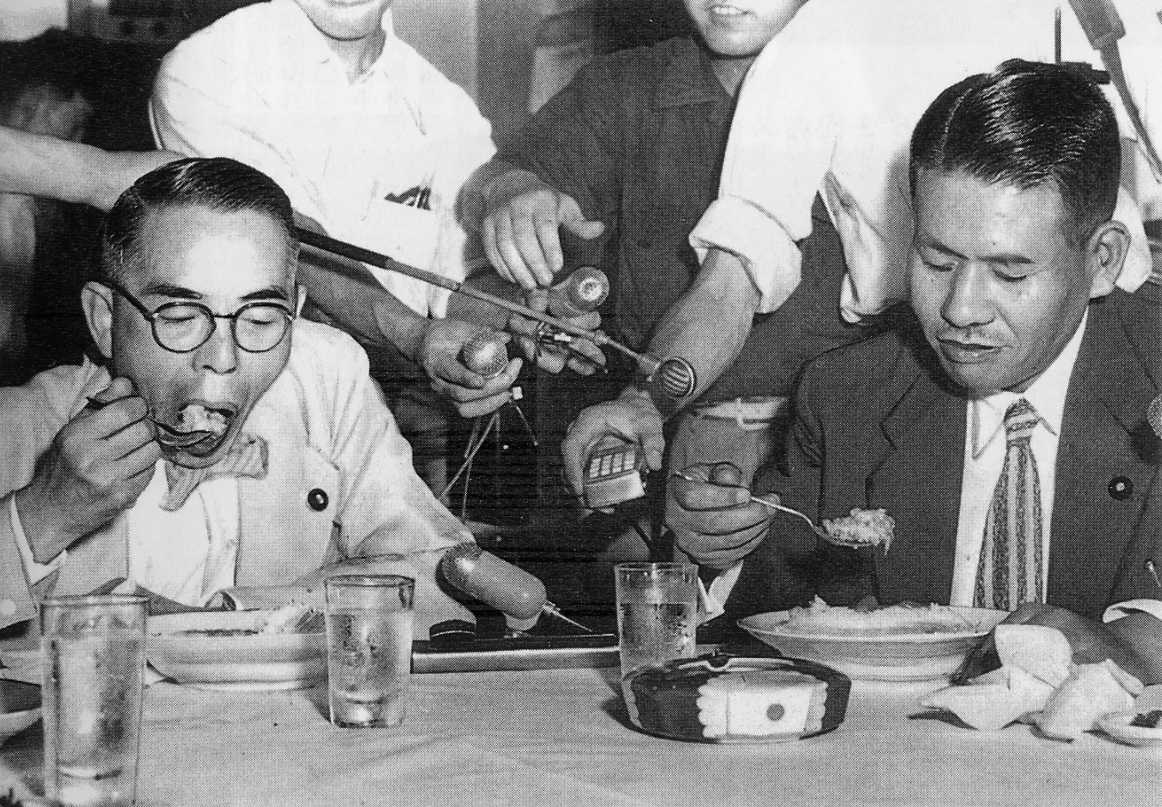
黄変米を試食してアピールする草葉隆圓厚生大臣

### 概要
日本では戦後の食糧難の時代に外国から大量の米が輸入され、国民への配給が行われていた。1951年12月にビルマ（現 ミャンマー）より輸入された6,700トンの米に対し、横浜検疫所が調査したところ1952年1月13日に約1/3が黄変米である事が判明し倉庫からの移動禁止処分が取られた。
すぐに厚生省（現 厚生労働省）の食品衛生調査会で審議され、黄変米が1％以上混入している輸入米は配給しない事が決められた。基準を超えた米はやむを得ず倉庫内に保管されたが、その後も輸入米から続々と黄変米が見つかり在庫が増え続けた。配給米を管理する農林省（現 農林水産省）は処分に困り、黄変米の危険性は科学的に解明されていないという詭弁を用いて、当初の1%未満という基準を3%未満に緩和し配給に回す計画を立てた。この計画が外部に漏れ、朝日新聞が1954年7月にスクープしたことで世論の批判がおき、黄変米の配給停止を求める市民運動などが活発化した。在野の研究者も黄変米の危険性を指摘したが、政府は配給を強行し、配給に回されなかった米についても味噌、醤油、酒、煎餅などの加工材料として倉庫から出荷しようとした。
この直後に厚生省の主導で黄変米特別研究会が組織され、農林省食料研究所の角田廣博士、東京大学医学部の浦口健二助教授などが黄変米の研究を開始した。研究会では、角田や浦口などの努力により極めて短期間に黄変米の高い毒性が解明される事になった。
研究会の成果と、世論の強い反発のため黄変米の配給は継続できなくなり、同年の10月には黄変米の配給が断念された。
黄変米の在庫は増え続ける一方となり、窮地に陥った政府は1956年2月に明確な安全性の根拠が無いまま、黄変米を再精米し、表面のカビを削り落として配給を行う政策を再度発表する。だが、結局、黄変米の在庫は長期にわたって倉庫に保管され続け、再精米の上で家畜の飼料など食用以外の用途として10年間にわたり処分されたといわれている。
なお、特別研究会に参加した角田は黄変米が発見された当初より職を辞する覚悟で農林省に強硬に抗議した。はじめの時点で1%基準が策定されたのも角田の尽力によるものが大きく、角田の努力が無ければ黄変米の配給問題は闇に葬られていた可能性が高いと言われている。

### 背景
第二次世界大戦後の日本では、若い男性が戦争に駆り出された事による労働力不足と農業資材が不足したことによって生産力が低下する一方で、復員兵や旧植民地からの帰還者が日本国内に流入したため、深刻な食糧不足が発生した。一方で、戦争により外貨は尽き、空襲によって国内の生産設備も破壊されており新たに外貨を獲得する手段も乏しかった。
日本政府は限られた外貨で食料を調達せねばならず、購入の際には低品質でも安価なものを、輸送においても粗末なものを選択せざるを得なかった。その結果、輸送中に米にカビが生え黄変米が発生した。貴重な外貨で手に入れた物資であったため、

### 握り寿司の赤酢を白酢へ
江戸前寿司は寿司飯に赤酢と塩のみを用いるのが伝統的な製法であったが、戦後は白酢を用いる製法が主流となった。
これは、黄変米事件によって客が赤い寿司飯に黄変米が混入しているとの疑念を持つようになり、寿司店が黄変米でないことが分かりやすい白酢に切り替えたためである。また、白酢は赤酢に比べあっさりした味であるため、コクを補うために味付けに寿司飯の砂糖を用いるようになった。
ただし、赤酢から白酢への転換は黄変米のみが原因ではなく、戦後の物資難のために赤酢自体の供給が不足したためであるともされる。

## 注
1. ↑  柴田恒彦. “II 収穫後処理”.   農林水産省. 2024年9月13日閲覧。
2. 1 2  久城真代「日本における黄変米とコメの有毒かび研究史」『JSM mycotoxins』第65巻第1号、日本マイコトキシン学会、2015年1月、19-23頁。
3. 1 2  “日本大百科全書(ニッポニカ)「黄変米」の解説”.   コトバンク. 2022年11月17日閲覧。
4. 1 2 3 4 5 6 7 8  真鍋勝、松浦慎治「アスペルギルス属、ペニシリウム属菌の生産するマイコトキシン」『植物防疫』第32巻第10号、日本植物防疫協会、1978年10月、412-416頁。
5. ↑  辰野高司「日本のマイコトキシン研究を回顧し、伝えたいこと」『マイコトキシン』第51巻第1号、日本マイコトキシン学会、2001年、1-5頁。
6. ↑  江戸の握りずしブームと粕酢
7. ↑  寿司と合わせ酢のいまむかし～食酢業界における砂糖類の利用と動向4．すしとすし用合わせ酢 (1)昔のすし、今のすし